# Refugio Laguna Grande de Gredos
El refugio Laguna Grande de Gredos, anteriormente conocido como refugio Elola, es un refugio de montaña guardado localizado junto a la laguna del mismo nombre, situada en la Sierra de Gredos, a 1950 m s. n. m. de altitud, en el corazón del Circo de Gredos. 
Administrativamente está situado dentro del término municipal de Zapardiel de la Ribera, en la provincia de Ávila en la Comunidad Autónoma de Castilla y León, en el centro de España. El refugio está situado dentro del área de protección del Parque Regional de la Sierra de Gredos.

## Descripción
El refugio es una instalación deportiva en buenas condiciones cuyo objetivo principal es facilitar/potenciar la práctica del montañismo y otros deportes relacionados. Con 65 plazas en literas con colchones y mantas, distribuidas en 3 dormitorios colectivos. Ofrece servicio de pernoctas, comidas y bebidas, economato, taquillas, luz eléctrica, agua corriente, aseos, teléfono, botiquín de emergencias, DESA, guías de montaña, emisora de emergencia, calzado de descanso y duchas (únicamente en verano).
Cuando el refugio se encuentra cerrado, en ausencia de los guardas, permanece abierta una zona en la parte baja del mismo, con capacidad para 10 personas, sin agua corriente o luz.

## Acceso
El único acceso posible hasta el refugio es a pie, utilizando el sendero de pequeño recorrido señalizado PR-AV 17, tardándose unas 2-3 h desde el aparcamiento de la Plataforma de Gredos, en el término municipal de Navacepeda de Tormes (1750 m s. n. m.).

## Historia
Las obras de construcción comienzan en 1970, siendo inaugurado dos años más tarde, en 1972. Lo construye la Federación Española de Montañismo, siendo su presidente D. Félix Méndez, en un terreno cedido por los entonces propietarios de aquella parte de la Sierra de Gredos. En aquellos años las Federaciones dependían de la Delegación Nacional de Deportes, por ello al crearse del CSD, el refugio es transferido como instalación deportiva mediante acta de Adscripción en 1978. Al crearse el Consejo General de Castilla y León, el refugio pasa a ser de su competencia en 1982 mediante real decreto. Diez años después, en 1992, se asume por parte de la Junta de Castilla y León la gestión directa del refugio a través de la Consejería de Cultura y Deportes. En la actualidad es la empresa REFUGIO GREDOS HUVIMA SL. la encargada del mantenimiento y explotación de la instalación.
Durante los veranos del 90 y 91 la FEM realiza diversas obras de reforma y actualización, incrementándose el n.º de plazas de 80 a 103, cambiando la zona abierta de invierno, ampliando la cocina y el comedor y dotando al refugio de agua corriente permanente, de luz eléctrica y emisora.
Desde el año 92 y hasta la actualidad es la consejería de Cultura y Deportes la que se ha encargado de todas las obras de remodelación y  actualización de la instalación (reducción del número de plazas a 65, cambio de la cubierta, mobiliario interior, sistemas eléctricos y motores, sistemas de depuración y servicios, etc.).
Anteriormente el refugio se llamaba Refugio Elola en honor al político español José Antonio Elola-Olaso pero cambió de nombre en noviembre de 2016 por cumplimiento de la Ley de Memoria Histórica.

## Actividades
Es un punto de partida para muchos excursionistas, para practicar senderismo por la zona del circo de Gredos, así como punto de partida para ascensiones a algunos de los picos más representativos de la zona, entre otros el Almanzor, La Galana, el Morezón y el Ameal de Pablo. En temporada invernal, también es punto de partida para itinerarios de esquí de montaña, escaladas en alta montaña y en hielo.